# Chiesa di San Ruperto (Rio di Pusteria)
La chiesa di San Ruperto (in tedesco Pfarrkirche zum Hl. Rupert) è la parrocchiale di Spinga, frazione di Rio di Pusteria, in provincia autonoma di Bolzano. Appartiene al decanato di Bressanone-Rodengo della diocesi di Bolzano-Bressanone.

## Descrizione

### Esterno
La chiesa è in stile tardogotico, si trova nel centro dell'abitato di Spinga all'interno dell'area cimiteriale della comunità. Accanto vi sorge la seicentesca cappella del Santo Sepolcro. Il suo orientamento è verso est. La torre campanaria è in pietra a vista, è dotata di orologi sulle sue facciate e la cella campanaria si apre con quattro finestre a bifora. Le coperture della torre e della chiesa sono ad angolo acuto, tipico delle architetture gotiche.

### Interno
Anche l'interno dell'edificio è in stile barocco. Le vetrate policrome descrivono la resistenza della leggendaria Katharina Lanz che, nel 1797, si oppose all'invasione francese di Spinga con un forcone.

### Cappella del Santo Sepolcro
La cappella del Santo Sepolcro che si trova accanto alla parrocchiale è una copia del Santo Sepolcro che si trova a Gerusalemme. L'esterno è caratterizzato dalla presenza, sul tetto, delle statue marmoree di dieci angeli. Risale al XVII secolo ed al suo interno ospita una seconda cappella che, a sua volta, contiene la grotta.